# قانون الملكية الأسترالي
قانون الملكية الأسترالي (بالإنجليزية: Australian property law) هي القوانين التي تنظم وتعطي أولوية لحقوق ومصالح الأفراد فيما يتعلق بـ "الأشياء" (الممتلكات). هذه الأشياء هي أشكال من "الملكية" أو "الحقوق" في حيازة أو ملكية شيء ما. ينظم قانون الملكية الحقوق ويصنف الممتلكات إما على أنها حقيقية وملموسة، مثل الأراضي، أو غير ملموسة، مثل حق المؤلف في أعماله الأدبية أو الشخصية.

## قانون الأراضي
الأراضي هي التركيز الرئيسي لقانون الملكية الغربي، بما في ذلك قانون الملكية الأسترالي. حيث تفوق التطورات القانونية في هذا المجال تطور أشكال أخرى من قانون الملكية، ويعود ذلك في المقام الأول إلى القيمة العالية للأراضي مقارنةً بأشكال أخرى من الممتلكات مثل الأمتعة والمنقولات.

## البضائع والمنقولات
تتبع قوانين أستراليا فيما يتعلق بالسلع والمنقولات (الأشياء التي تشتمل على أراضي أو ملكية فكرية) تلك القوانين السارية والمتبعة في المملكة المتحدة.

## الملكية الفكرية
تتبع أستراليا التقاليد الإنجليزية فيما يتعلق بالملكية الفكرية، وهي عضو في اتفاقية بيرن لحماية المصنفات الأدبية والفنية وتدير نظامًا لحقوق التأليف والنشر التلقائي. تشمل مجالات الملكية الفكرية الأسترالية براءات الاختراع والتصاميم وحقوق الأصناف النباتية.